# Morten Løkkegaard
Morten Løkkegaard (né le 20 décembre 1964 à Elseneur) est un homme politique danois membre de Venstre.

## Biographie
Morten Løkkegaard est diplômé de l'école de journalisme du Danemark, à Aarhus, en 1988. Il est alors recruté par le Jyllands-Posten, où il reste jusqu'en 1990, année où il devient journaliste et présentateur pour les journaux télévisés de DR. Il quitte le groupe en 2005 pour devenir consultant en communication.
Il est élu député européen pour le parti Venstre lors des élections européennes de 2009. Après le scrutin, il siège au sein de la commission de la culture et de l'éducation du Parlement européen, dont il est le vice-président.
Il est candidat à un second mandat lors des élections de 2014, mais échoue à être réélu et devient alors le premier suppléant de son parti. En août, il est désigné candidat par son parti pour les élections législatives de 2015. Il est élu au Folketing le 18 juin 2015, où il devient le porte-parole de son groupe parlementaire sur les questions de médias et sur l'Europe,.
Le 29 février 2016, à l'occasion d'un remaniement ministériel, la députée européenne Ulla Tørnæs est nommée au gouvernement et démissionne donc du Parlement européen. Løkkegaard quitte donc le Folketing pour retrouver son siège au Parlement européen le 3 mars. Il siège alors au sein de la commission de l'emploi et des affaires sociales dont il devient le vice-président avant, en janvier 2017, de rejoindre la commission du marché intérieur et de la protection des consommateurs.
En novembre 2018, il est désigné comme tête de liste de son parti en vue des élections européennes de 2019. Lors du scrutin du 26 mai, sa liste arrive en tête et remporte quatre sièges, deux de plus qu'en 2014. Pendant la mandature, il est notamment un des vices-présidents de la commission spéciale sur l'ingérence étrangère dans l'ensemble des processus démocratiques de l'Union européenne, de sa création en juin 2020 à sa dissolution en août 2023. Il est également président de la délégation aux relations avec l'Inde à partir de janvier 2023.
En novembre 2023, il est de nouveau choisi comme tête de liste en vue des élections européennes de 2024. Le 9 juin, sa liste termine en troisième position et perd deux des quatre sièges obtenus en 2019. Il devient alors membre de la commission de l'industrie, de la recherche et de l'énergie après le scrutin.
En janvier 2025, après que le président américain Donald Trump ait exprimé son souhait d'intégrer le Groenland aux États-Unis, Løkkegaard prend position pour un retour du territoire autonome danois au sein de l'Union européenne.